# Waterlichaam

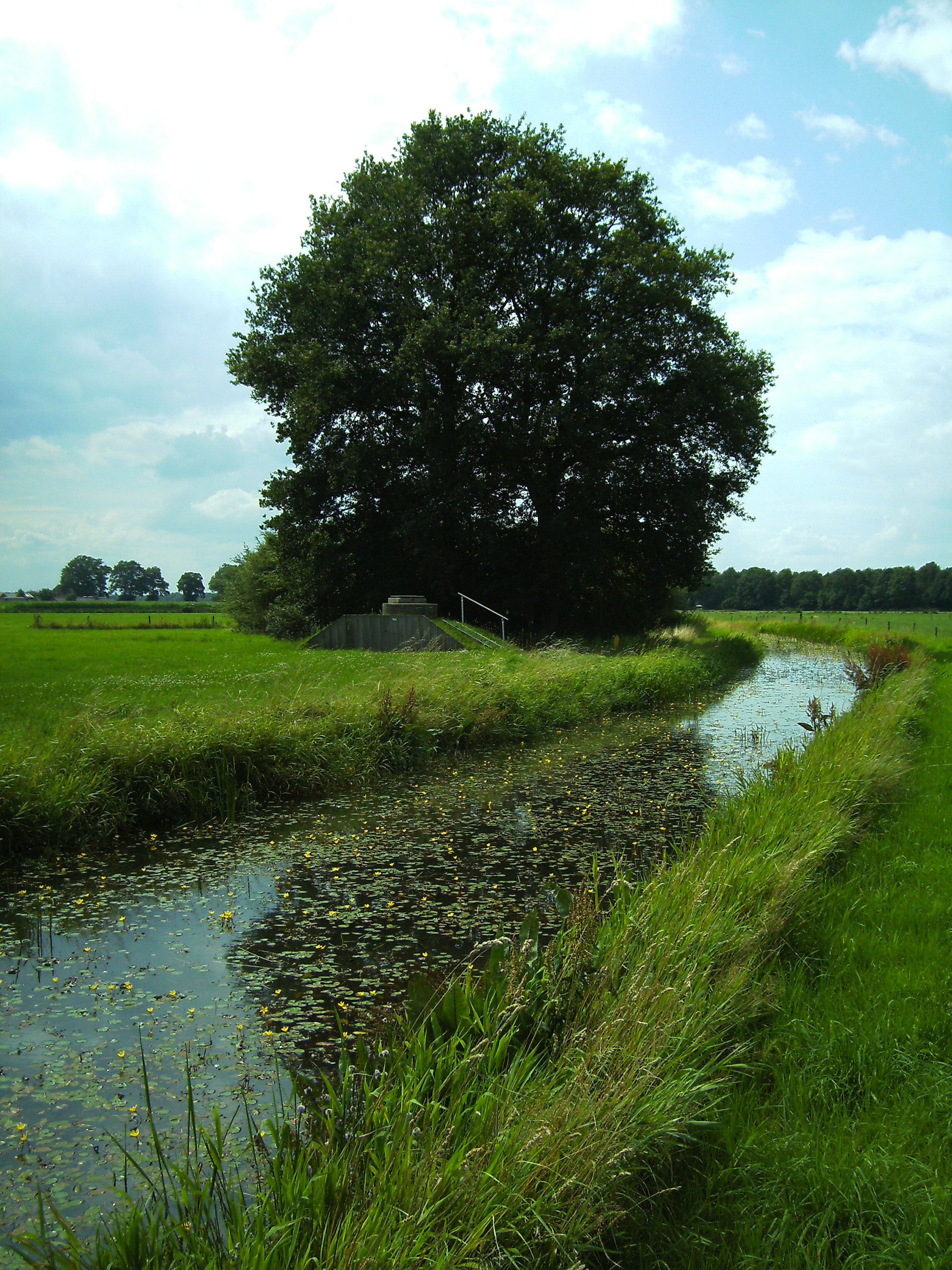
Waterlichaam in landelijk gebied

Een waterlichaam is een hoeveelheid water van niet-geringe omvang op het oppervlak van een planeet. Gewoonlijk worden grote waters als oceanen, zeeën en meren hiertoe gerekend, maar ook kleinere waterlichamen als waterbekkens, moerassen, sloten, kreken en kleine poeltjes. Een waterlichaam kan zowel stilstaand als stromend water bevatten, dus ook rivieren en kanalen zijn waterlichamen. Kleine hoeveelheden water als regenplassen worden niet tot de waterlichamen gerekend.
Waterlichamen kunnen zowel zoet als zout water bevatten en hoeven ook niet van natuurlijke oorsprong te zijn. Een gegraven kanaal, een stuwmeer of een aangelegde haven zijn ook waterlichamen. Watervoerende, min of meer lijnvormige lichamen met een vrij oppervlak, worden watergangen genoemd.
In waterlichamen die groot genoeg zijn kunnen onder invloed van de zwaartekracht getijden plaatsvinden.

## Typen
- Aquifer
- Beek
- Bron
- Gracht
- Kanaal
- Kil
- Kreek
- Kwel
- Lagune
- Meander
- Meer
- Oceaan
- Paddenpoel
- Poel
- Recreatieplas
- Rivier
- Rivierdelta
- Sloot
- Spreng
- Strang
- Veenplas
- Vliet
- Wadi
- Watergang
- Waterval
- Wetering
- Zee
- Zeestraat